# 周惠 (1918年)
周惠（1918年—2004年11月18日），原名惠珏，江苏省灌云县新安镇（今江苏灌南）人。中华人民共和国政治人物。曾主政湖南、内蒙古，惠浴宇之弟。

## 生平
1937年，周惠参加中国工农红军後，为了不连累家人，他改随母亲周姓，名惠。1938年去延安，同年加入中国共产党。1941年起任中央北方局群委秘书、偏城县工作团团长、中共夏津地委书记、湖南省土地改革委员会委员兼中共益阳地委书记等职。1952年，担任中共湖南省委常委、省委书记处书记和省委常务副书记等职。庐山会议上，因周惠和湖南省委第一书记周小舟坚持支持彭德怀，被批为“彭黄张周周”。后毛泽东勾去第二个“周”，使得周惠得免“反党集团”，但其仍然停职被批。1977年，周惠任交通部副部长、党组副书记。1978年，任中共内蒙古自治区委第二书记兼内蒙古自治区革委会副主任，同年担任第一书记。1987年，当选为中顾委委员。

### 1981年內蒙古學生運動
第一书记任內提出「内蒙古要在十年后牲畜达到一亿头」、「外省区人口流入内蒙古不要堵，要妥善安置」（亦即不遣反盲目流入內蒙牧区的外省人）、「在少数民族多的地方以少数民族干部为主，在汉族多的地方以汉族干部为主」，引爆1981年內蒙古學生運動。